# Redleiten
Redleiten  är en ort och kommun i Österrike. Den ligger i distriktet Vöcklabruck i förbundslandet Oberösterreich, 220 kilometer väster om huvudstaden Wien. 
Kommunen består av nio orter (Ortschaften) (inom parentes invånarantal 1 januari 2024):

- Aubach (32)
- Erkaburgen (49)
- Hilprigen (45)
- Oberegg (64)
- Otzigen (25)
- Redleiten (242)
- Redltal (14)
- Schweinegg (40)
- Winkl (34)